# Jack Campbell (hockeista su ghiaccio)
Jack Campbell (Port Huron, 9 gennaio 1992) è un hockeista su ghiaccio statunitense.

## Palmarès

### Mondiali
- 1 medaglia:
  - 1 bronzo (Repubblica Ceca 2015)